# نساج دائري شائك
نَسّاج دائري شائك أو ذو البطن الشوكي (الاسم العلمي: Gasteracantha)، جنس عناكب من فصيلة عنكبوت الغازل المداري. وصف لأول مرة من قبل كارل جاكوب سوندفال في عام 1833. معظم إناثه ذات ألوان زاهية مع ستة أشواك بارزة على بطونها العريضة والمتصلبة التي تشبه الصَدَفَة. يشتق اسم Gasteracantha من اليونانية القديمة (γαστήρ)، والتي تعني "البطن"، و(άκανθα)، والتي تعني "الشوكة.